# バウディール・エスピノーザ
バウディール・エスピノーザ（ポルトガル語: Valdir Espinosa, 1947年10月7日 - 2020年2月27日）は、ブラジル・ポルト・アレグレ出身のサッカー指導者。

## 来歴
1997年の途中からヴェルディ川崎の監督に就任。シーズン終了まで指揮を執った。
2020年2月27日、ブラジルのリオデジャネイロで死去。72歳没。

## 監督経歴
- 1979-0000  エスポルチーヴォBG（ポルトガル語版）
- 1983-1984  グレミオFBPA
- 1984-1985  アル・ヒラル
- 1986-0000  グレミオFBPA
- 1987-1988  セロ・ポルテーニョ
- 1989-0000  ボタフォゴFR
- 1989-1990  CRフラメンゴ
- 1990-1991  ボタフォゴFR
- 1992-1994  セロ・ポルテーニョ
- 1994-0000  アトレチコ・ミネイロ
- 1995-0000  SEパルメイラス
- 1996-0000  アソシアソン・ポルトゥゲーザ・ジ・デスポルトス
- 1996-0000  SCコリンチャンス・パウリスタ
- 1997-0000  フルミネンセFC
- 1997-0000  ヴェルディ川崎
- 1998-0000  コリチーバFC
- 1998-1999  ボタフォゴFR
- 2000-2001  フルミネンセFC
- 2001-0000  ECヴィトーリア
- 2002-0000  アトレチコ・パラナエンセ
- 2004-0000  フルミネンセFC
- 2005-0000  ブラジリエンセFC
- 2005-0000  セアラーSC
- 2005-0000  フォルタレーザEC
- 2006-0000  CRフラメンゴ
- 2006-0000  サンタクルスFC
- 2007-0000  セロ・ポルテーニョ
- 2007-0000  CRヴァスコ・ダ・ガマ
- 2008-0000  アソシアソン・ポルトゥゲーザ・ジ・デスポルトス
- 2011-0000  ドゥケ・デ・カシアスFC
- 2016-0000  CAメトロポリターノ

## 獲得タイトル
グレミオFBPA
- コパ・リベルタドーレス：1983
- インターコンチネンタルカップ：1983
- カンピオナート・ガウショ：1986

セロ・ポルテーニョ
- リーガ・パラグアージャ： 1987、1992

ボタフォゴFR
- カンピオナート・カリオカ：1989

ブラジリエンセFC
- カンピオナート・ブラジリエンセ：2005